# SDTV
La televisione a definizione standard o televisione a definizione convenzionale (in sigla SDTV, acronimo dell'analogo termine in lingua inglese Standard Definition TeleVision) è un livello qualitativo dell'immagine televisiva simile a quello degli standard televisivi analogici generalmente diffusi in tutto il mondo nella seconda metà del XX secolo, oggi in Italia ancora la più utilizzata, ma in via di sostituzione da parte dell'HDTV.

I sistemi analogici SDTV più impiegati nel mondo: PAL, SÉCAM e NTSC

## I formati video e gli standard televisivi nello specifico
Le caratteristiche del video negli standard televisivi analogici maggiormente diffusi al mondo sono 576 o 480 linee di risoluzione verticale delle immagini e frequenza rispettivamente di 25 o 30 immagini al secondo con scansione interlacciata. Questi formati video vengono indicati con le notazioni 576i50 (esistono anche altri tipi di notazione: 576i/50 oppure 576/50i) e 480i60, dove la lettera "i" sta per scansione interlacciata e i numeri 50 e 60 rappresentano i semiquadri al secondo, che sono il doppio delle immagini al secondo nella scansione interlacciata.
Oltre a questi formati video rientrano nella SDTV anche altri tipi di formati come ad esempio quelli a 576 o 480 pixel (in ambito digitale si parla di pixel invece che di linee, termine usato solo in ambito analogico) di risoluzione verticale delle immagini e frequenza rispettivamente di 25 o 30 immagini al secondo con scansione progressiva (576p25 e 480p30, dove la lettera "p" sta per scansione progressiva) previsti negli standard di televisione digitale.
La televisione di livello qualitativo superiore alla SDTV è la televisione a definizione avanzata (EDTV) che nella pratica corrispondeva a formati video con 576 o 480 linee (o pixel in caso di formato digitale) di risoluzione verticale delle immagini e frequenza rispettivamente di 50 o 60 immagini al secondo con scansione progressiva (576p50 e 480p60).
Ad un livello qualitativo ancora superiore alla televisione a definizione avanzata c'è la televisione ad alta definizione (HDTV) con formati video a 720, 1035, 1080, 1125 o 1250 linee (o pixel) di risoluzione verticale delle immagini.